# Dani Rovira
Daniel Rovira de Rivas (conosciuto con il nome di Dani Rovira; Malaga, 1º novembre 1980) è un attore, cabarettista e comico spagnolo.

## Biografia
Dopo essersi laureato in Scienze dell'Educazione Fisica e dello Sport all'Università di Granada, ha iniziato a recitare in tournée con la Paramount Comedy, esibendosi in cabaret in tutta la Spagna. È diventato noto per il suo monologo più famoso Mi familia y yo ("Io e la mia famiglia"). Ha poi fatto la sua prima apparizione in TV esibendosi in varie scene di un noto spettacolo chiamato Estas no son las noticias fino a maggio 2009. Allo stesso tempo ha lavorato e recitato in un film chiamato ¿Quieres salir conmigo? (Vuoi uscire con me?). Nel febbraio dello stesso anno è apparso anche nello spettacolo notturno del comico Andreu Buenafuente. Negli anni seguenti, ha iniziato una carriera nella commedia con diverse apparizioni in El Club de la Comedia e come membro del cast di spettacoli comici No le digas a trabajo en la tele e Alguien tenía que decirlo.
Nel 2013 ha girato il suo primo film Otto cognomi baschi, interpretando il personaggio principale al fianco di Clara Lago, Karra Elejalde e Carmen Machi, diretto da Emilio Martínez Lázaro. Il fine settimana della sua premiere nel marzo 2014, il film ha raccolto un pubblico di 404.020 persone che hanno portato al botteghino al lordo di 2,72 milioni di euro. Il film ha battuto i record di botteghino spagnoli, diventando il titolo spagnolo più redditizio di tutti i tempi con oltre 65 milioni di euro. 
Dal 2014 Rovira ha interpretato il ruolo di Juan Gutiérrez nella serie TV comica B & b, de boca en boca, su Telecinco, fino alla sua ultima apparizione nel 2015. Il 7 febbraio 2015 ha ospitato la 29a cerimonia di consegna dei Premi Goya. Alla stessa cerimonia, ha vinto il premio Goya come miglior nuovo attore per la storia spagnola. Il 6 febbraio 2016 è stato nuovamente ospite della cerimonia del 30° Goya Awards. Nel 2015 Rovira ha recitato nel film commedia romantica Ahora o nunca con María Valverde, nonché in Otto cognomi catalani, il sequel del film che lo ha portato alla celebrità. È apparso insieme al comico Tomás García nel primo episodio di 99 lugares donde pasar miedo, andato in onda il 27 aprile 2019 su Discovery MAX. 

### Vita privata
Nel 2013, Rovira ha iniziato una relazione con la sua co-protagonista di Otto cognomi baschi Clara Lago. La coppia si scioglie ufficialmente nel 2019 dopo 5 anni. Il 25 marzo 2020 l'attore ha annunciato di avere un Linfoma di Hodgkin.

## Filmografia

### Cinema
- Ocho apellidos vascos (2014)
- Ahora o nunca (2015)
- Ocho apellidos catalanes (2015)
- El futuro ya no es lo que era (2016)
- 100 metros (2016)
- Thi Mai, rumbo a Vietnam (2018)
- Miamor perdido (2018)
- Superlópez, regia di Javier Ruiz Caldera (2018)
- Taxi a Gibraltar (2019)
- Jungle Cruise (2021)
- El Campeón, regia di Carlos Therón (2024)

### Doppiaggio
- Mike sulla Luna (Atrapa la bandera), regia di Enrique Gato (2015)